# Miguel Albarracín
Miguel Albarracin é um judoca de origem Argentina. Obteve a medalha de ouro nos Jogos Pan-Americanos de 2007, na categoria -60kg, competiu também nos Jogos Olímpicos de Verão de 2008, porém não obteve resultado expressívo.